# フレンチ、フリス、カイザー、トンプソン
フレンチ、フリス、カイザー、トンプソン（French Frith Kaiser Thompson）は、ジョン・フレンチ、フレッド・フリス、ヘンリー・カイザー、リチャード・トンプソンからなるアメリカ/イギリスのエクスペリメンタル・ロック・カルテット。バンドは1987年にアルバム『Live, Love, Larf & Loaf』を作成するために結成された。1990年にはセカンド・アルバム『インヴィジブル・ミーンズ』をレコーディングし、このアルバムをプロモートするためにカリフォルニア州バークレーでライブを行った。

## 略歴
実験的なアメリカのミュージシャンでギタリストのヘンリー・カイザーと、ドラマーのジョン・フレンチ（キャプテン・ビーフハート・アンド・ザ・マジック・バンドでは「ドラムボ」と名乗っていた）は、1987年にコラボレーションを開始した。彼らはアルバムを作るため、イギリスのミュージシャンであるフレッド・フリス（ヘンリー・カウの実験的なギタリスト）と、リチャード・トンプソン（フェアポート・コンヴェンションのフォークロック・ギタリスト）を招き入れた。
彼らは1987年3月にサンフランシスコでアルバム『Live, Love, Larf & Loaf』をレコーディングした。これは、フォーク、R&B、エクスペリメンタル・ロックなど、さまざまな音楽ジャンルから集められた曲の寄せ集め的なコレクションとなっている。アルバムのほとんどがグループの各メンバーが作曲したナンバーであり、加えてザ・ビーチ・ボーイズの「サーフィン・U.S.A.」や喜納昌吉の「ハイサイおじさん」を含むいくつかのカバーで構成されていた。
グループがフォークやロック・ミュージックを実験しているなかで、トンプソンの存在が、他の3人のミュージシャンの「前衛的な」傾向を「和らげている」と一般的に感じられている。マーク・デミングはオールミュージックで次のように述べている。「…リチャード・トンプソンの代表的なフォークロック・ブランドならではのわずかに曲がったウィットと角張ったギターの塊は、確かにスプーン一杯の砂糖を加えており、ヘンリー・カイザー、フレッド・フリス、ジョン・フレンチの前衛的なアート・ロックをよりわかりやすいものに落とし込むことを助けていました」。
このグループは1990年3月にサンフランシスコに再集結し、アルバム『インヴィジブル・ミーンズ』という、各メンバーからの「歪んだ」曲のさらなるコレクション、および1曲のカバー（「Loch Lomond」）を録音した。

## メンバー
- ジョン・フレンチ (John French) – ドラム、ボーカル
- フレッド・フリス (Fred Frith) – ベース、ヴァイオリン、ギター、ボーカル
- ヘンリー・カイザー (Henry Kaiser) – ギター
- リチャード・トンプソン (Richard Thompson) – ギター、ボーカル

## ディスコグラフィ

### スタジオ・アルバム
- Live, Love, Larf & Loaf (1987年、Rhino)
- 『インヴィジブル・ミーンズ』 - Invisible Means (1990年、Demon)